# 德涅斯特河沿岸政党列表
这是一个德涅斯特河沿岸政党列表。
德涅斯特河沿岸实行多党制。

## 现存政党
- 共和党“复兴”
- 德涅斯特河沿岸的共产党[2]